# Wieża Bismarcka na Średniej Kopie
Wieża Bismarcka na Średniej Kopie (według oficjalnej terminologii w Głuchołazach) – nieistniejąca wieża Bismarcka stojąca na szczycie Średniej Kopy (niem. Mittel Koppe, 543 m n.p.m.) w Górach Opawskich.
Drewniana wieża widokowa według projektu architekta Ernsta Spindlera z Głuchołaz została otwarta 30 lipca 1902. Miała 30 m wysokości. W nocy z 18 na 19 grudnia 1912 została zniszczona przez burzę.